# Анатолия (разъезд)
Анатолия — населённый пункт (тип: разъезд), поселок при разъезде Анатолий   в Заринском районе Алтайского края России. Входит в состав Тягунского сельсовета.

## География
Расположен в северо-восточной части края, при разъезде Анатолий Западно-Сибирской железной дороги, у рек Березовка, Сержиха.
Уличная сеть
Дачная ул. и Полевая ул.
Климат
континентальный. Средняя температура января −17,7 °C, июля +19,2 °C. Годовое количество атмосферных осадков — 450 мм.

## История
Разъезд входит в муниципальное образование «Тягунский сельсовет» согласно муниципальной и административно-территориальной реформе 2007 года.

## Население
| 1997 | 1998 | 1999 | 2000 | 2001 | 2002 | 2003 | 2004 | 2005 |
| ---- | ---- | ---- | ---- | ---- | ---- | ---- | ---- | ---- |
| 35   | ↗43  | ↘39  | ↘34  | ↗36  | ↘29  | ↘26  | ↘21  | ↘18  |
| 2006 | 2007 | 2008 | 2009 | 2010 | 2011 | 2012 | 2013 |      |
| ↘13  | →13  | ↗18  | →18  | ↗23  | ↘21  | ↘20  | ↘17  |      |

национальный состав
Согласно результатам переписи 2002 года, в национальной структуре населения русские составляли 82 % от 34 жителей.

## Инфраструктура
Путевое хозяйство Западно-Сибирской железной дороги.
Социальные услуги жители получают в ближайших населённых пунктах.

## Транспорт
Разъезд доступен автомобильным и железнодорожным транспортом.
Подходит дорога местного значения.